# 盧高朗
盧 高朗（ろ たかあきら、弘化4年8月8日（1847年9月17日） - 没年不明）は、明治時代の官僚、実業家。大蔵省大書記官、都新聞（現・東京新聞）社長、博多湾鉄道汽船監査役、北越石油（後の新日本石油、現・ENEOS）取締役。族籍は東京府士族。通称は篤三郎。

## 経歴
肥前大村藩の侍医・岩永養庵の三男として生まれ、11歳で盧家を継ぐ。盧家は元々明帰化族の出であり、代々長崎で唐通事に任じられていた。安政6年（1859年）、養父範次郎の死去により唐通事に命じられる。篤三郎が受けた通事養成教育は、従来唐通事の本業である中国語（南京音）と漢学、に加えて、時代の情勢から必要となった英語の3科目から構成された。中国語は鄭幹輔・右十郎（のち鄭永寧）父子、潁川保三郎、高尾和三郎に学び、漢学は長川東州・新吾（東明）父子から指導を受けた。英語は平井義十郎（希昌）、何礼之助に師事して習ったほか、グイド・フルベッキ、チャニング・ウィリアムズ（立教大学創設者）の両氏にも学んだ。
維新後、兵庫県に出仕して後大蔵省租税寮に転じ次いで神奈川県典事に任ぜられ、後また大蔵省粗税寮に出仕した。
明治7年（1874年）の台湾出兵時、陸軍省七等出仕に補し、台湾都督の西郷従道に従い台湾南部に渡り地方事務を司る。程なくして病気のため帰朝したが、翌年再び大蔵省に出仕する。またこの年の2月には、台湾出兵の功績により従軍記章を授かった。
明治14年（1881年）、従六位に叙し大蔵省書記官に任ぜられ、明治17年（1884年）には単光旭日章を賜る。
明治23年（1890年）に憲法発布記念章を受けとった後、大書記官に進み正六位勲六等瑞宝章を授けられ、明治25年（1892年）、病気により職を辞した。
その後、都新聞社長として経営に転じ、北越石油（後の新日本石油、現・ENEOS）取締役や函館地所代表社員、博多湾鉄道汽船監査役を歴任した。

## 人物
趣味は書画骨董。

## 家族
- 妻・こう（長崎、荒木昌三の長女）
- 長男・貞吉（鹿島蘭園主）[7]
- 長女

- 次女・をとへ（長崎、荒木俊次郎の妻）

- 三女・繁枝（成川尚義の長男・義太郎の妻、）
- 四女
- 五女
- 六女・八穂（岩崎俊弥の妻）

- 孫・芳夫